# بي تو إم إنترتينمنت
بي تو إم إنترتينمنت (هانغل&#B2M 엔터테인먼트) هي وكالة إدارة أعمال وشركة موسيقة كورية جنوبية   تأسست في عام 2010 بواسطة غل جونغ هوا ويقع مقرها في سول، كوريا الجنوبية. بي تو إم تضم فنانين التسجيل  كم كيو جونغ, Spica, إيريك نام وجانغ نيكول.

## فنانين

### منفردين
- كم كيو جونغ1
- إيريك نام
- Kim Bohyung2
- جانغ نيكول3
- Kim Boa4

### ممثلين / ممثلات
- كم كيو جونغ
- Park Sihyun (Spica)
- Yang Jiwon (Spica)

## فنانين سابقا
- إي هيو ري1 (2010-2013)
- هو يونغ ساينغ2 (2010-2015)

## روابط خارجية
- الموقع الرسمي